# Малые Алабухи 2-е
Малые Алабухи 2-е — село в Грибановском районе Воронежской области.
Входит в состав Малоалабухского сельского поселения.

## Население
| 2010 |
| ---- |
| 257  |

## Улицы
| - ул. Дзержинского, - ул. Карла Маркса, - ул. Красная, - ул. Ленинская, | - ул. Октябрьская, - ул. Пролетарская, - ул. Свободы. |